# 克拉玛依区
克拉玛依区（維吾爾語：قاراماي رايونى‎，拉丁维文：Qaramay rayoni）是中国新疆维吾尔自治区克拉玛依市所辖的一个市辖区。总面积为5351平方公里，常住人口約34万人。区人民政府駐天山路42号。

## 行政区划
克拉玛依区下辖7个街道办事处、1个乡：
天山路街道、胜利路街道、昆仑路街道、银河路街道、五五新镇街道、迎宾路街道、古海街道和小拐乡。

## 人口民族
2020年末，根據全國第七次人口普查結果顯示：全区常住人口为337188人。
2001年，全区人口为15万人。

## 全国重点文物保护单位
- 克拉玛依一号井